# Kora (ceramika)
Kora – rodzaj dekoracji wyrobów fajansowych w postaci wylewanego reliefu, uzyskiwany przy zastosowaniu techniki kory, bądź też sama nazwa tej techniki. Została ona opracowana przez Elżbietę Piwek-Białoborską, projektantkę Zakładów Fajansu „Włocławek” we Włocławku, i była używana do dekorowania wyrobów tej fabryki. Korę uzyskiwano, nanosząc na surowy czerep naczynia strużek ciekłej masy fajansowej, który po wypale tworzył wypukłą siatkę nieregularnych linii. Wydzielone w ten sposób pola malowano na różne kolory farbami podszkliwnymi. Pierwsze wyroby zdobione korą — talerze dekoracyjne — pojawiły się w 1956 r., ale techniki tej używano również do dekorowania innych przedmiotów użytkowych. Kora nie miała swojego odpowiednika w produkcji europejskiej i jest jednym z czynników decydujących o oryginalności włocławskich wyrobów fajansowych z lat 60. XX wieku.